# Delia Matache
Delia Matache, nota anche con lo pseudonimo di Delia (Bucarest, 7 febbraio 1982), è una cantante e personaggio televisivo rumena.
Nel periodo 1999-2003 ha fatto parte della band N&D, insieme al quale ha pubblicato 4 album, quindi conoscendo al livello nazionale in Romania. A partire dal 2003, nella sua carriera da solista, Delia ha pubblicato altri 3 album. In presente è giudice ad "X Factor", spettacolo trasmesso dal canale televisivo Antena 1.
Nel 2015 ha lanciato il suo ultimo album, Pe aripi de vânt, che porta il nome della sua hit che è stata #1 per 21 settimane nel top "Media Forest".  In marzo 2015, Delia sostiene il suo primo concerto a Sala Palatului, registrando un successo con un tutto esaurito. Ad X Factor, l'artista è il giudice più longevo, con 7 anni consecutivi, ma l'unico giudice ad avere degli studi musicali. Molte delle sue canzoni diventano delle hit nel 2015, facendo di Delia una delle donne più importanti dell'industria musicale e showbiz rumeno.

## Biografia

### Infanzia ed educazione
Delia è nata il 7 febbraio 1982, a Bucarest. È diplomata al liceo musicale „Dinu Lipatti” dopo cinque anni di studio del pianoforte e lezioni particolari per flauto. Delia scelse di continuare gli studi, seguendo i corsi all'Universitatea Națională de Muzică București. L'Artista è stata incoraggiata e sostenuta per seguire il suo sogno di diventare una star dalla sua mamma, Gina, cantante di musica popolare e folk romena. Delia ha anche un fratello, Eduard, e una sorella Oana.

### 1999—2003: Era N&D e l'hit "Vino la mine"
Template:Quote box
Delia ha debuttato nell'industria musicale nel 1999, all'età di 17 anni, essendo ancora al liceo, al penultimo anno. Insieme a Nicolae Marin, conosciuto col nome d'arte Nick, ha formato la band N&D, quest'ultimo essendo il principale leader della band. Con N&D, Delia ha conosciuto il successo a livello nazionale. I due hanno lanciato tre album insieme, tra il 1999 e il 2003, soprannominate "Altfel", "Face ce vreau" e "Nu e vina mea". Queste contenevano dei single che sono rimaste nei top musicali per molti anni, includendo la hit "Vino la mine".

### 2003—2009: Carriera solo
Nel 2003 Delia scelse di lanciarsi in una carriera solista con la hit "Parfum de fericire", single incluso nell'album con lo stesso nome.  Nel anno 2007 lancerà il suo album „Liste Up”, e le sue canzoni come „Sufletul meu” e „Secretul Mariei”, della colonna sonora della telenovela „Secretul Mariei”, una collaborazione con Smiley.
Nel 2008, Delia partecipa al concorso di danza Dansez pentru tine, versione romena di Ballando con le stelle, insieme al suo partner, Ionuț Pavel. Questi ultimi hanno lottato per Raul, un bambino che doveva avere una protesi alla mano. A settembre 2009, Delia ha partecipato al Cerbul de Aur, dove ha ottenuto 10 punti per l'interpretazione della canzone I Will Survive della cantante di origine americana Gloria Gaynor.

### 2011—presente:X Factore l'era„Pe aripi de vânt” e Acadelia
Nel 2015 vinse 7 premi al gala Media Music Awards 2015.

## Discografia

### Album
Solo
- Parfum de fericire (2003)
- Listen-Up (2007)
- Pe aripi de vânt (2015)
- Deliria (2016)

### Singoli
- 2011
  - Dale
- 2012
  - Omadeo
  - Wuella Wuella
  - Africana
- 2013
  - Doi în unu
  - U (Fighting with my ghosts)
  - Doar pentru tine
- 2014
  - Ipotecat
  - A lu' Mamaia
  - Pe aripi de vânt
- 2015
  - Inimi desenate
  - Cum ne noi
  - Da, mamă
- 2016
  - Gura ta
  - Atât de trist
  - Ce are ea
  - 1234 (Unde dragoste nu e)
  - Cine m-a făcut om mare
  - Fulg
- 2017
  - Rămâi cu bine
  - Verde împărat
  - Fata lu’ tata
- 2018
  - Du-te-ma
  - Despablito
  - Acadele
  - Trăieşte frumos